# Dolní Žandov
Dolní Žandov (en allemand : Untersand) est une commune du district de Cheb, dans la région de Karlovy Vary, en République tchèque. Sa population s'élevait à 1 235 habitants en 2020.

## Géographie
Dolní Žandov se trouve à 13 km au nord-ouest de Mariánské Lázně, à 15 km au sud-est de Cheb, à 34 km au sud-ouest de Karlovy Vary et à 136 km à l'ouest de Prague.
La commune est limitée par Okrouhlá, Milíkov et Březová au nord, par Lázně Kynžvart à l'est, par Stará Voda au sud et par Lipová à l'ouest.

## Histoire
La première mention écrite de la localité date de 1197.

## Galerie

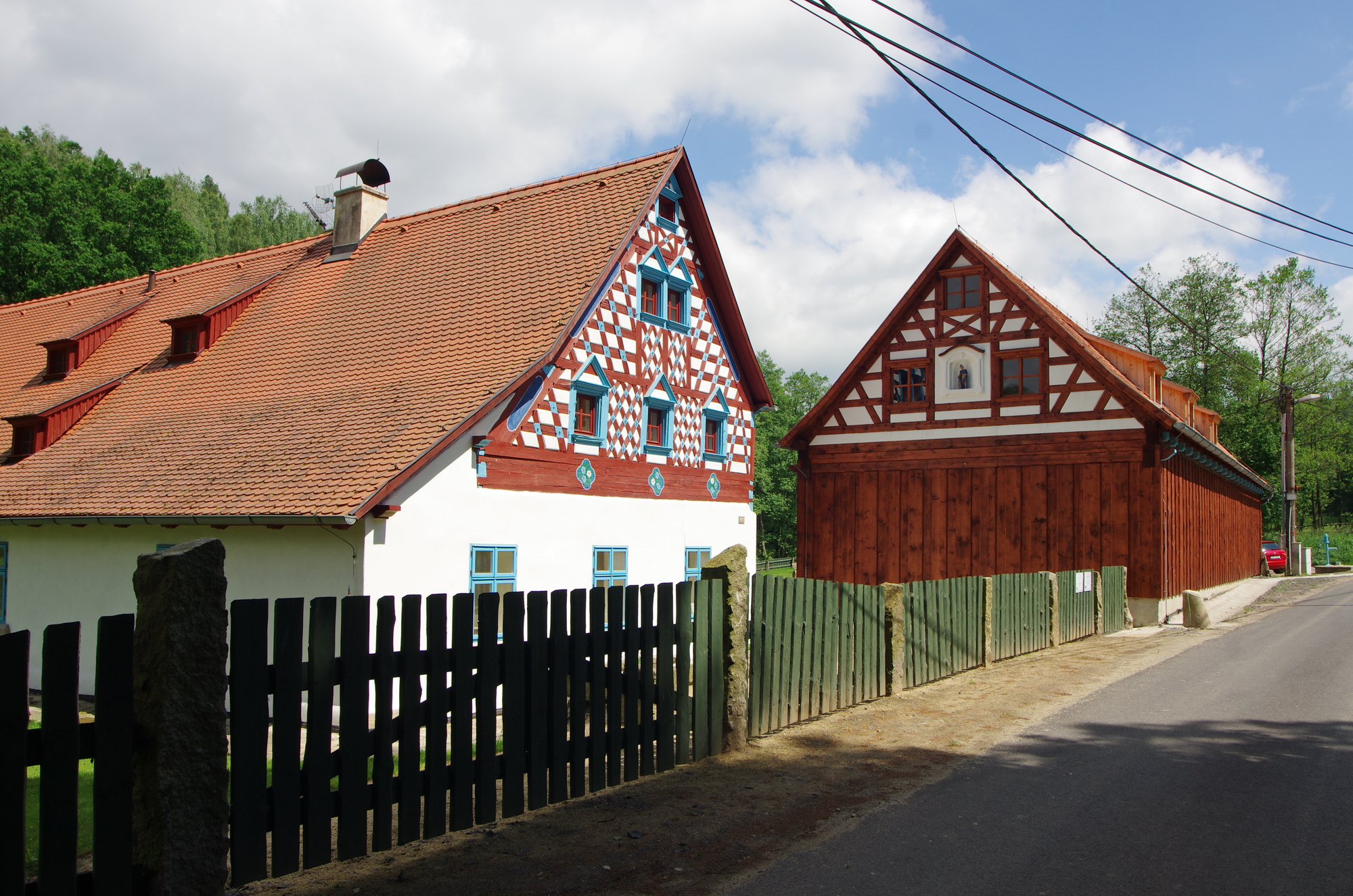
Architecture rurale traditionnelle dans le hameau de Salajna.
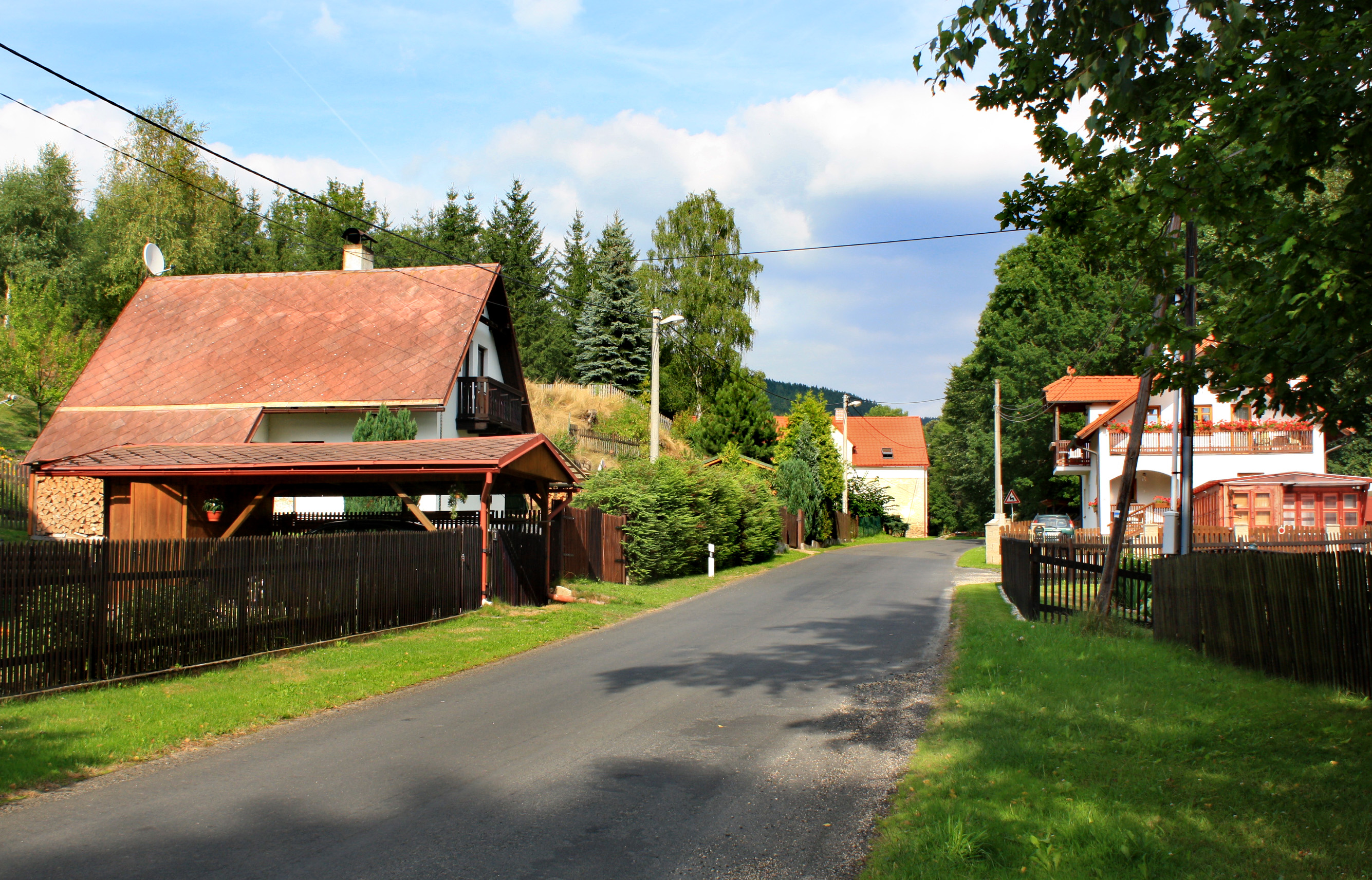
Dolní Žandov : le hameau d'Úbočí, partie ouest.